# Toxotrypana pseudopicciola
Toxotrypana pseudopicciola är en tvåvingeart som beskrevs av Blanchard 1960. Toxotrypana pseudopicciola ingår i släktet Toxotrypana och familjen borrflugor. Inga underarter finns listade i Catalogue of Life.